# Cá bống đen lớn
Eleotris melanosoma là một loài cá thuộc họ Cá bống đen. Nó được tìm thấy ở American Samoa, Fiji, Polynésie thuộc Pháp, Hồng Kông, Ấn Độ, Indonesia, Nhật Bản, Malaysia, Maldives, Mozambique, New Caledonia, Palau, Panama, Papua New Guinea, Philippines, Samoa, Nam Phi, Đài Loan, và Tanzania.